# Lawrence Dundas, 1. Marquess of Zetland

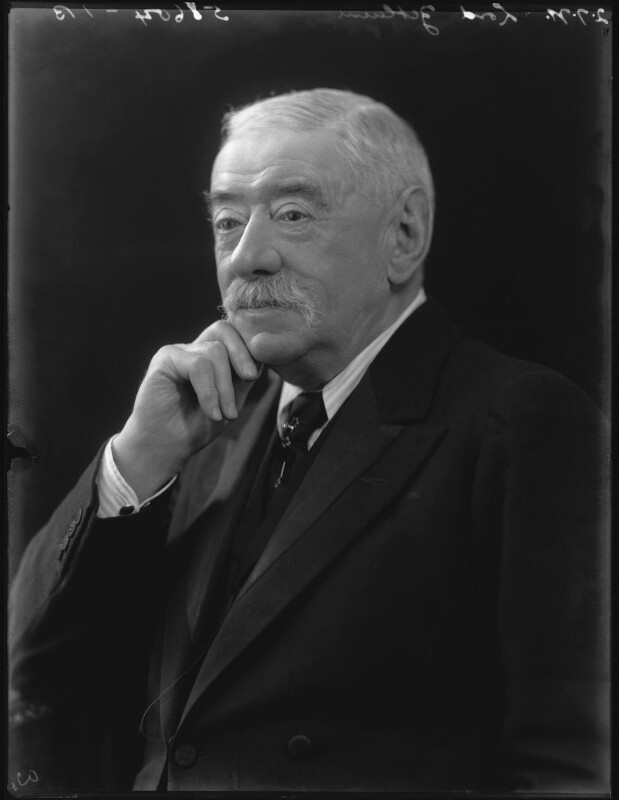
Lawrence Dundas, 1. Marquess of Zetland (1921)

Wappen des Marquess of Zetland

Lawrence Dundas, 1. Marquess of Zetland (* 16. August 1844 in London; † 11. März 1929 in Aske Hall, Richmond, Yorkshire) war ein britischer Peer und Politiker. Er war zunächst Mitglied der Liberal Party und ab 1884 der Conservative Party. Von 1889 bis 1892 war er Lord Lieutenant of Ireland.

## Frühes Leben und Ausbildung
Dundas war der älteste Sohn des Hon. John Charles Dundas (1808–1866) aus dessen Ehe mit Margaret Matilda Talbot (* 1907). Sein Vater war der zweite Sohn des Lawrence Dundas, 1. Earl of Zetland. Er besuchte die Harrow School und studierte am Trinity College der Universität Cambridge.
Dundas trat 1866 als Cornet des Royal Regiment of Horse Guards in die British Army ein. Er wurde 1869 zum Lieutenant befördert und schied 1872 aus dem aktiven Armeedienst aus. Er wurde 1874 als Reserveoffizier Captain des neuaufgestellten Yeomanry-Regiments der Yorkshire Hussars.

## Politische Karriere
1872 wurde Dundas bei einer Nachwahl im Wahlkreis Richmond als Abgeordneter der Liberal Party ins britische House of Commons gewählt. Schon vor dem Ablauf eines Jahres erbte er beim Tod seines kinderlosen Onkels Thomas Dundas, 2. Earl of Zetland (1795–1873), am 6. Mai 1873 dessen Adelstitel als 3. Earl of Zetland, 4. Baron Dundas und 5. Baronet, of Kerse. Zudem erbte er große Ländereien auf Orkney und Shetland sowie im North Riding of Yorkshire, einschließlich des Familiensitzes Aske Hall. Aufgrund der Adelstitel wurde er auf Lebenszeit Mitglied des britischen House of Lords und schied dazu aus dem House of Commons aus. 1884 verließ er die Liberal Party und wechselte zur Conservative Party. 1889 wurde er als Lord Lieutenant nach Irland gesandt und damit von Amts wegen auch Großmeister des Order of Saint Patrick. 1889 wurde er als Mitglied des Privy Council vereidigt. 1892 wurde er auf Empfehlung von Lord Salisbury zum Marquess of Zetland und Earl of Ronaldshay, in the County of Orkney, erhoben.
Schon mit Beginn der 1890er Jahre engagierte er sich stärker in der Lokalpolitik. 1894 wurde er Ratsmitglied im County Council des North Riding of Yorkshire und war von 1895 bis 1897 Bürgermeister von Richmond. 1900 wurde er zum Knight Companion des Distelordens (KT) geschlagen. Er war wie mehrere seiner Familienangehörigen Freimaurer und von 1874 bis 1923 Großmeister der Provinzloge des North and East Riding of Yorkshire.

## Privates
Dundas heiratete am 3. August 1871 Lady Lilian Selina Elizabeth Lumley (1851–1943), eine Tochter von Richard Lumley, 9. Earl of Scarbrough. Aus der Ehe gingen fünf Kinder hervor:
- Lady Hilda Mary Dundas (1872–1957), ⚭ 1892 Charles FitzRoy, 4. Baron Southampton (1867–1958);
- Thomas Dundas, Lord Dundas (1874–1874);
- Lawrence Dundas, 2. Marquess of Zetland (1876–1961), ⚭ 1907 Cicely Archdale;
- Lady Maud Frederica Elizabeth Dundas (1877–1967), ⚭ 1896 William Wentworth-Fitzwilliam, 7. Earl Fitzwilliam;
- Lord George Heneage Lawrence Dundas (1882–1968), ⚭ 1905 Iris Winifred Hanley.

Als er 1929 starb, erbte sein gleichnamiger Sohn seine Adelstitel.